# فیلیپ اشتولتسل
فیلیپ اشتولتسل (به آلمانی: Philipp Stölzl) (زاده در ۱۹۶۷) یک کارگردان اهل آلمان است.

## فیلمشناسی
- کودک : ۲۰۰۲
- صورت شمالی : ۲۰۰۸
- گوته جوان در عشق : ۲۰۱۰
- پاک شده : ۲۰۱۲
- پزشک : ۲۰۱۳
- وینتو : ۲۰۱۶